# Autobusna linija br. 222 u Zagrebu
Linija 222 (Remetinec – Žitnjak) dnevna je autobusna linija u Zagrebu.
Prometuje radnim danom i subotom na trasi: Jaruščica – Remetinečki gaj – Remetinečka cesta – Avenija Dubrovnik – Most mladosti – Avenija Marina Držića – Slavonska avenija – Žitnjak - okretište.
Povezuje Remetinec (Remetinečki gaj i Jaruščicu), Arenu Zagreb i kvartove Novog Zagreba uz Aveniju Dubrovnik s poslovnim i industrijskim zonama na Žitnjaku uz Slavonsku aveniju.
Neki polasci prometuju na kraćoj relaciji Remetinec – Radnička, a radnim danom u kasno poslijepodne postoji po jedan polazak na relacijama Remetinec – Glavni kolodvor i Muzej suvremene umjetnosti – Žitnjak.
Prethodno je linija polazila od okretišta Remetinec, na čijem mjestu se danas nalazi parkiralište preko puta VI. policijske postaje. Produžena je do Jaruščice izgradnjom naselja i Arene Zagreb.

## Vanjske poveznice
- Vozni red linije 222

1. ↑  Datoteke u GTFS formatu. zet.hr. Pristupljeno 5. lipnja 2025. - Sadrži informacije tijela javne vlasti u skladu s Otvorenom dozvolom